# Scoglio della Madonna
Lo scoglio della Madonna, Prisenaz o Prisinaz (in croato Gospin Školj) è un isolotto della Dalmazia meridionale, in Croazia, adiacente alla penisola di Sabbioncello. Amministrativamente appartiene al comune della città di Iagnina, nella regione raguseo-narentana.

## Geografia
Lo scoglio è situato vicino alla costa nord-est di Sabbioncello, nelle acque del mare Piccolo (Malo More), di fronte al villaggio di Sereser (Sreser) e alla chiesa della Madonna (Mala Gospa), e circa 460 m a sud-est di punta della Madonna (Rat). L'isolotto ha una superficie di 0,016 km², la sua costa è lunga 0,53 km, l'altezza è di 15,3 m. La sua distanza dalla costa è di circa 150 m.

### Isole adiacenti

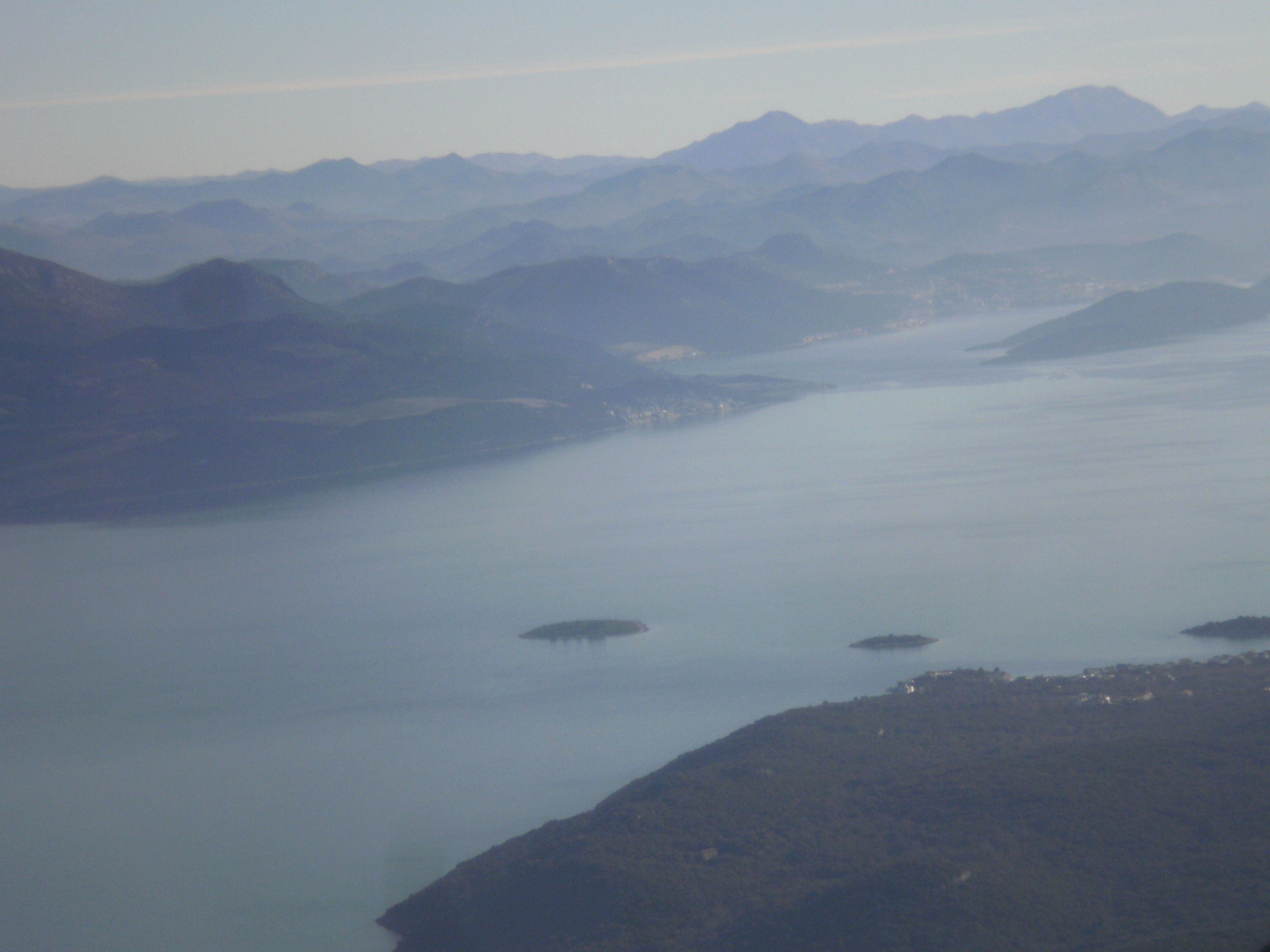
Nudo, isola di Mezzo e scoglio della Madonna (da sinistra a destra)

- Isola di Mezzo[10], Zredgnak[11] o Sredgnak[12] (Srednjak), piccolo isolotto arrotondato 320 m circa a nord-est[2] dello scoglio della Madonna e 420 m a est di punta della Madonna; ha una superficie di 0,033 km²[1], lo sviluppo costiero è di 0,69 km[1], l'altezza di 7,6 m[2] 42°57′03″N 17°27′00″E.
- Nudo[13] o Goliak[11][12] (Goljak), isolotto 960 m[2] a nord-est di punta della Madonna e 460 m a nord-est dell'isola di Mezzo; ha una superficie di 0,033 km²[1], lo sviluppo costiero è di 0,69 km[1], l'altezza di 7,6 m s.l.m.[2] 42°57′16″N 17°27′24″E.
- Scogli di Briesta, a sud-est, all'interno della baia di Bratcovizza[14][15][16].

### Cartografia
- (HR) Mappa topografica della Croazia 1:25000, su preglednik.arkod.hr. URL consultato il 12 febbraio 2017.
- G. Giani, Carta prospettiva delle Comuni censuarie della Dalmazia, fogli 10 e 12, 1839. Fondo Miscellanea cartografica catastale, Archivio di Stato di Trieste.